# ويليام بريدغز (عسكري)
ويليام بريدغز (بالإنجليزية: William Bridges)‏ هو عسكري أسترالي، ولد في 18 فبراير 1861 في غرينوك في المملكة المتحدة، وتوفي في 18 مايو 1915 في محيط.